# Bolgarski jezik
Bolgarski jezik (protobugarski, ISO 639-3: xbo; također i Bolğar), je bio jezik Protobugara.
Danas je to izumrli jezik, čija točna razredba se ne zna.
Od teorija, jedne tvrde da je to bio turkijski jezik, a druge teorije povezuju ovaj jezik sa skupinom iranskih jezika.
Koristio se u Staroj velikoj Bugarskoj, i kasnije u Povolškoj Bugarskoj i Dunavskoj Bugarskoj. 
Jezik je izumro u Dunavskoj Bugarskoj u 9. stoljeću, kada se protobugarsko plemstvo postupno poslavenilo, međusobno se ženivši/udavavši s onamošnjom slavenskom većinom.
Jezik je ostao u uporabi na području Povolške Bugarske, gdje ga je stanovništvo govorilo sve do 13. ili 14. stoljeća, kada je usvojilo mnoštvo riječi i izraza iz kipčačkog jezika.
Jezik kojim danas govore povolški Tatari predstavlja mješavinu bolgarskog i kipčačkog jezika. 
Čuvaška skupina povolških Protobugara je sačuvala vlastiti jezik, i on se razvio u suvremeni čuvaški jezik.
Starotatarski jezik je također upio elemente bolgarskog jezika, jer se pojavio prije izumrća bolgarskog jezika.